# Hotlamm
Hotlamm är en sjö i Torsby kommun i Värmland och ingår i Göta älvs huvudavrinningsområde. Sjön är 12 meter djup, har en yta på 0,316 kvadratkilometer och är belägen 352,4 meter över havet. Vid provfiske har bland annat abborre, elritsa, mört och röding fångats i sjön.

## Delavrinningsområde
Hotlamm ingår i det delavrinningsområde (669387-132357) som SMHI kallar för Utloppet av Hotlamm. Medelhöjden är 397 meter över havet och ytan är 2,78 kvadratkilometer. Det finns inga avrinningsområden uppströms utan avrinningsområdet är högsta punkten. Vattendraget som avvattnar avrinningsområdet har biflödesordning 5, vilket innebär att vattnet flödar genom totalt 5 vattendrag innan det når havet efter 394 kilometer. Avrinningsområdet består mestadels av skog (78 procent). Avrinningsområdet har 0,32 kvadratkilometer vattenytor vilket ger det en sjöprocent på 11,5 procent.

## Fisk
Vid provfiske har följande fisk fångats i sjön:
- Abborre
- Elritsa
- Mört
- Röding
- Öring